# Кирсаново (Омская область)
Кирсаново — деревня в Горьковском районе Омской области. Входит в Краснополянское сельское поселение.

## История
Основана в 1857 г. В 1928 г. село Кирсаново состояло из 167 хозяйств, основное население — зыряне. Центр Кирсановского сельсовета Иконниковского района Омского округа Сибирского края.

## Население
| 2002 | 2010 | 2021 |
| ---- | ---- | ---- |
| 161  | ↘109 | ↗113 |